# Cantón de Les Lilas
El cantón de Les Lilas era una división administrativa francesa, que estaba situada en el departamento de Sena-Saint-Denis y la región de Isla de Francia.

## Composición
El cantón estaba formado por dos comunas:
- Les Lilas
- Le Pré-Saint-Gervais

## Supresión del cantón de Les Lilas
En aplicación del Decreto n.º 2014-214 de 21 de febrero de 2014, y corregido por Decreto n.º 2014-481 de 13 de mayo de 2014, el cantón de Les Lilas fue suprimido el 22 de marzo de 2015 y sus 2 comunas pasaron a formar parte del nuevo cantón de Bagnolet.